# Cliffortia dispar
Cliffortia dispar är en rosväxtart som beskrevs av August Henning Weimarck. Cliffortia dispar ingår i släktet Cliffortia och familjen rosväxter. Inga underarter finns listade i Catalogue of Life.